# Abd-el-Kader Salza
Abd-el-Kader Salza (Casale Monferrato, 28 febbraio 1875 – Genova, 24 febbraio 1919) è stato uno storico della letteratura e filologo italiano.

## Biografia
Allievo di Alessandro D'Ancona alla Scuola Normale Superiore, dove strinse amicizia con Fortunato Pintor e Giovanni Gentile
, dopo aver insegnato in molti licei italiani, ottenne nel 1915 la cattedra di letteratura italiana all'Università di Genova. Studioso del Cinquecento, fu editore critico e commentatore di opere quali le Lettere inedite di Vittoria Colonna e Benedetto Varchi (Firenze, Tip. Pei minori corrigendi, 1898), le Facezie di Ludovico Carbone (Livorno, Raffaello Giusti, 1900), le Rime di Gaspara Stampa e Veronica Franco (Bari, Laterza, 1913), le Rime inedite o rare di Veronica Gambara (Ciriè, G. Capella, 1915), Gli studenti di Ludovico Ariosto (Città di Castello, S. Lapi, 1915).

## Opere principali
- Delle commedie di Lodovico Dolce, Melfi, Tipografia di Antonio Liccione, 1899
- La lirica: dall'Arcadia ai tempi moderni, Milano : F. Vallardi, 1913
- Madonna Gasparina Stampa e la società veneziana del suo tempo: nuove discussioni, Torino, E. Loescher, 1917
- L'idea della patria nella letteratura del Settecento avanti la rivoluzione, Campobasso, Casa tipografico-editrice Colitti e figlio, 1918
- Luca Contile, uomo di lettere e di negozi del secolo XVI: contributo alla storia della vita di corte e dei poligrafi del 500, Firenze : Tip. G. Carnesecchi e Figli, 1903; nuova edizione con introduzione di Amedeo Quondam, Roma, Bulzoni, 2007
- Studi su Ludovico Ariosto, Città di Castello, S. Lapi, 1914